# Библиотека Сигнал
Библиотека „Сигнал“ је едиција књига у оквиру међународног неовангардног покрета сигнализма, у којој се објављују поезија, проза, есеји, мејл арт и други стваралачки облици.
Библиотеку је основао Мирољуб Тодоровић 1970. године. Аутор знака едиције је М. Т. Вид. Исте године основан је и часопис Сигнал са поднасловом „интернационална ревија за сигналистичка истраживања“
У Библиотеци „Сигнал“ објављене су књиге Мирољуба Тодоровића, Живана Живковића, Божидара Шујице, Миодрага Мркића, Богислава Марковића, Слободана Шкеровића, Звонка Сарића и Адријана Сарајлије.
Библиотека има неколико подбиблиотека и ауторских кола, у издању разних издавача.